# 3 R (animais)
A Regra dos 3 Rs ou Princípio dos 3Rs é um princípio de bioética, desenvolvido em 1959, que foi descrito pela primeira vez por W. M. S. Russell e R. L. Burch visando a proteção dos animais no contexto de pesquisas científicas. São princípios orientadores para o uso mais ético dos animais em testes.  Os três "R" indicam as iniciais de:
- Replacement (substituição): métodos que evitam ou substituem o uso de animais em pesquisa;
- Reduction (redução): uso de métodos que permitem aos pesquisadores obter níveis comparáveis de informações com menos animais ou obter mais informações do mesmo número de animais;
- Refinement (refinamento): uso de métodos que aliviam ou minimizam possíveis dores, sofrimentos ou angústias e melhoram o bem-estar dos animais utilizados.

Os 3Rs têm um escopo mais amplo do que simplesmente incentivar alternativas aos testes em animais, mas visam melhorar o bem-estar dos animais e a qualidade científica, onde o uso de animais não pode ser evitado. Em muitos países, esses 3Rs estão agora explícitos na legislação que rege o uso de animais.